# Fōtīs Lampropoulos
Fōtīs Lampropoulos (in greco Φώτης Λαμπρόπουλος?; Patrasso, 11 settembre 1983) è un cestista greco.

## Palmarès
- Copa Princesa de Asturias: 1

Canarias: 2012
- Coppa d'Islanda: 1

UMF Njarðvíkur: 2021